# Akın, Van
Akın là một xã thuộc thành phố Van, tỉnh Van, Thổ Nhĩ Kỳ. Dân số thời điểm năm 2011 là 206 người.